# Gasthof Zum Weißen Roß (Eichfeld)

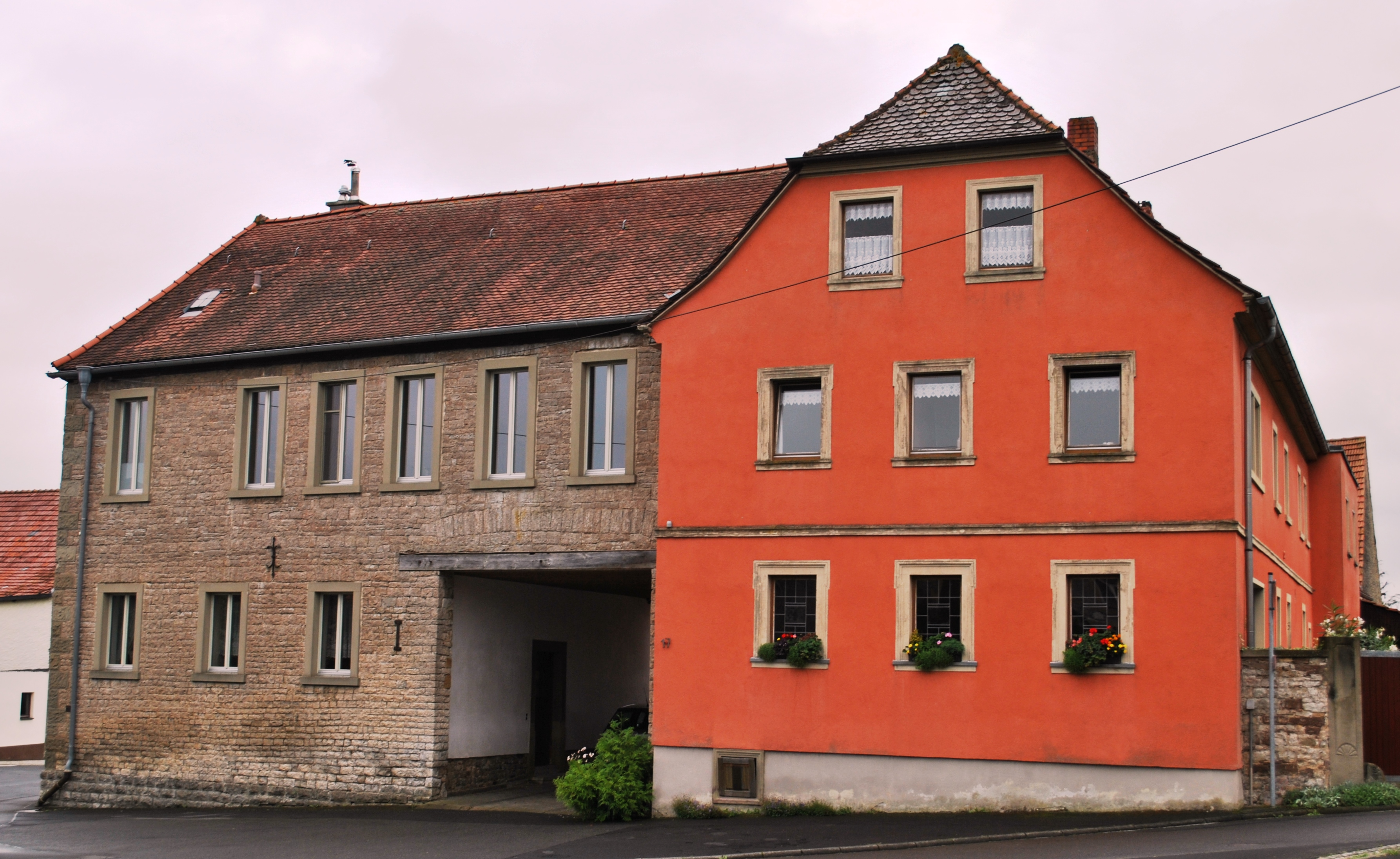
Die Gebäude des Gasthofs an der Volkacher Straße

Der ehemalige Gasthof Zum Weißen Roß (heute Volkacher Straße 17) ist ein denkmalgeschütztes Gebäude im unterfränkischen Eichfeld im Landkreis Kitzingen. Das Gasthaus mit eigener Brauerei ist seit dem 19. Jahrhundert nachgewiesen, 1972 wurde der Gastbetrieb eingestellt.

## Geschichte
Bereits im 17. Jahrhundert sind zwei Gasthöfe an der Eichfelder Durchgangsstraße nachgewiesen. In einem Schriftstück wird darauf hingewiesen, dass die Wirte dieser Häuser um 22 Uhr zu schließen hatten. Im Jahr 1811 ist in Eichfeld ein Braumeister nachgewiesen, er verarbeitete den Hopfen, der auf den Feldern um das Dorf angebaut wurde. 1887 existierten dann bereits drei Gasthöfe im Dorf, eines hiervon war das Gasthof Zum Weißen Roß.
Das Gasthaus bestand im Haus Nr. 46, der heutigen Volkacher Straße 17, der Name bezog sich wohl auf die durchreitenden Postreiter und ihre Pferde. Im Jahr 1862 erweiterte der Wirt Georg Wägelein den Keller seines Betriebes und markierte das Jahr seiner Renovierung mit einer Inschrift. Seine Tochter heiratete im 19. Jahrhundert den Brauer J. Nold, der die Brauerei und das Gasthof nach dem Tod Wägeleins übernahm. Nold starb bald und seine Ehefrau verehelichte sich erneut. Der zweite Ehemann und spätere Wirtshausbesitzer war Andreas Wagner aus Altenschönbach.
Anschließend kam der gemeinsame Sohn Gottlob Wagner in den Besitz des Weißen Roß. Er ist kurz vor dem Ersten Weltkrieg als Eichfelder Wirt nachgewiesen. Während des Krieges zerstörte allerdings ein Brand die Brauereigebäude, der Brauereibetrieb musste deshalb eingestellt werden. Auch nach dem Ersten Weltkrieg nahm man das Bierbrauen nicht mehr auf, sondern führte das Weiße Roß lediglich als Gastwirtschaft weiter. Bier erhielt man fortan von der Mainbernheimer Schützenhofbrauerei und der EKU-Bräu aus Kulmbach.
Im Jahr 1930 kaufte Martin Dümmler das Anwesen und übernahm das Gasthaus. Er vererbte die Gastwirtschaft im Jahr 1942 an seinen Sohn Karl Dümmler, der der letzte Eichfelder Wirt werden sollte. Im Jahr 1972 wurde der Gastbetrieb eingestellt und das Haus zu einem Wohnhaus umgewandelt. Der Braukeller, mit einer Kegelbahn für Ausflugsgäste an der Järkendorfer Straße verfiel. Heute sind nur noch wenige Reste zu sehen.

## Beschreibung
Die Hofanlage besteht aus den ehemaligen Brauereigebäuden, dem alten Gasthaus an der Volkacher Straße und landwirtschaftlichen Nebengebäuden, die sich um einen Hof anordnen. An einem Rundbogen am Kellereingang ist die Inschrift „1862 G.W.“ zu finden. Das alte Gasthaus ist ein zweigeschossiger Halbwalmdachbau aus der ersten Hälfte des 19. Jahrhunderts. Die Fenster weisen teilweise geohrte Rahmungen auf.